# Synoicum apectetum
Synoicum apectetum är en sjöpungsart som beskrevs av C.S. Millar 1982. Synoicum apectetum ingår i släktet Synoicum och familjen klumpsjöpungar. Inga underarter finns listade i Catalogue of Life.